# Oreille de Mozart
L'Oreille de Mozart ou oreille de Wildermuth, est une malformation congénitale de l'oreille externe qui modifie l'aspect du pavillon.  Elle est caractérisée par la fusion de l'hélix et de l'antihélix ; en conséquence de quoi la conque est agrandie, l'antitragus est abaissé et le lobe est hypoplasique.
Cette malformation de cause génétique se transmet à la descendance sur un mode autosomique récessif.
Nommée ainsi en raison de la malformation de l’oreille gauche du compositeur autrichien Wolfgang Amadeus Mozart (1756-1791) et d'un de ses fils, Franz Xaver Wolfgang Mozart (1791-1844), lui aussi compositeur.
Cette malformation congénitale permit à Constance Mozart de démentir la rumeur selon laquelle son dernier fils était l'enfant illégitime de Franz Xaver Süßmayr, élève de Wolfgang Mozart.

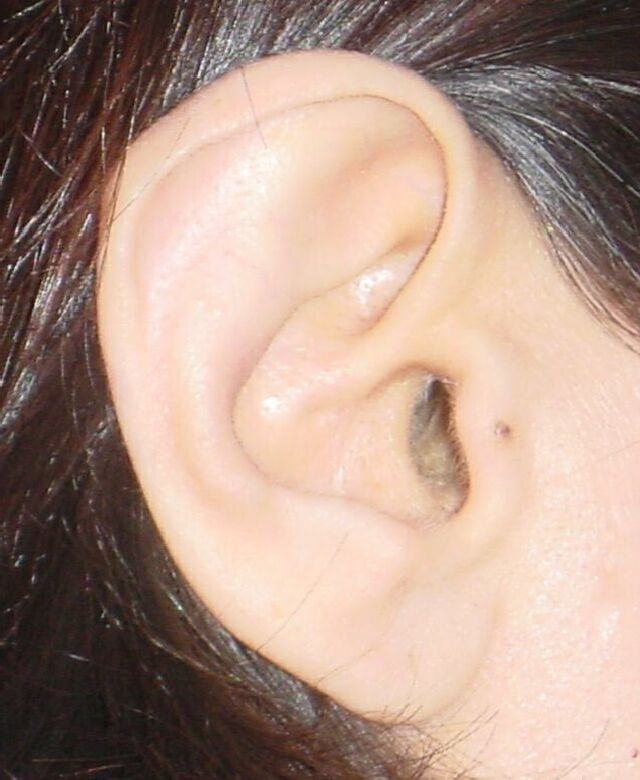
Oreille de Wildermuth (ou oreille de Mozart).

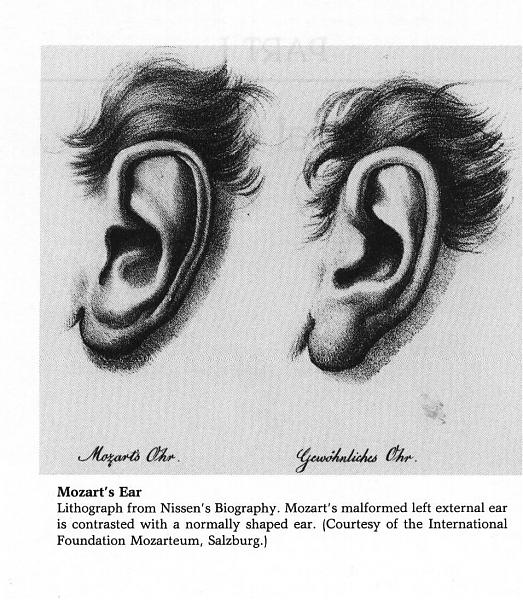
Gravure représentant l'oreille gauche de Mozart (à gauche sur l'image). Source: Biographie de Mozart par G.N. von Nissen, 1828,.

## Référence
Traduction de l'article en espagnol.
1. ↑  Peter J. Davies, Mozart's Illnesses and Death [Les maladies de Mozart et la mort], vol. 125, Musical Times, 1984, 437–442 p. (lire en ligne).
2. ↑  Isabelle Duquesnoy, La redoutable veuve Mozart, éd. de La Martinière, 2019, 304 p. (ISBN 978-2-7324-9165-3)
3. ↑  Biographie Mozart par Nissen.
4. ↑  Georg Nikolaus von Nissen, diplomate et écrivain  danois, a épousé la veuve de Mozart, Constance Weber, en 1809.